# Simfonija št. 1 (Mozart)
Wolfgang Amadeus Mozart: Simfonija št. 1, Es dur, KV. 16
Okviren čas trajanja: 10 minut
Leta 1764 so se Mozartovi odpravili na daljše potovanje. Oče Leopold je želel čudežno glasbeno nadarjenost Wolfganga Amadeusa predstaviti na evropskih dvorih. Pot jih je vodila v Bruselj, Pariz in London, kjer je otrok muziciral tudi pred angleškim kraljem Jurijem III. Avgusta 1764 pa je Leopold Mozart resno zbolel za angino. Da bi bolnik laže okreval na podeželskem zraku, se je družina je preselila v najeto hišo v Chelsea, ki je tedaj ležal izven londonskega mesta. Da ne bi motila bolnika, Wolfgang Amadeus in njegova sestrica Nannerl nista smela vaditi, in prav v tem času je osemletni genij napisal svojo prvo simfonijo. V rokopisih Mozartovih otroških skladb so sicer povsod sledovi očetove roke, vendar lahkotnost glasbene invencije in samoumevna eleganca prve simfonije KV 16 dokazujeta, kako dragocen talent je vzgajal Leopold Mozart. Simfonijo sestavljajo trije stavki, kot je bilo v tistem času v navadi za glasbeno obliko, ki se je pravkar izvila iz italijanske, uverturi podobne sinfonie. Prvi stavek zvesto sledi predpisanim obrazcem zgodnje simfonične gradnje: kontrastna dinamika, sinkope, tremoli, hitre lestvične pasaže in repeticije poskrbijo za živahen razvoj na preprosti, iz durovega trozvoka sestavljeni simetrični glavni glavni temi zasnovanega glasbenega dogajanja. Pozornost vzbuja svojeglavo osemkratno ponavljanje najvišjega tona teme, ki učinkuje, kot da bi uporno cepetajoč otrok opozarjal nase. Ali je mali Mozart okolici nezavedno sporočal, da od njega zahtevajo mnogo več, kot bi smeli zahtevati od osemletnega fanta? Sicer kratki in bežni Andante je zanimiv zaradi vzporednega ritma: visoka godala igrajo v triolah, violončeli in kontrabasi pa jih spremljajo v parnem utripu, kar daje celotnemu stavku posebno pritajeno vznemirljivo barvo, kot bi spremljal nočni sestanek opernih junakov. Začetek zadnjega stavka izpostavi trobila, ki izstrelijo poskočen finale v obliki nepopolnega rondoja z diatoničnim refrenom, medigre pa so v galantnem stilu kromatično obarvane.